# Šivalni stroj

#### Zgodovina šivalnega stroja
Šivalni stroj je relativno mlada iznajdba glede na dolgo zgodovino šivanja oblačil in drugih izdelkov.
Pionorji, zaradi katerih se je čas šivanja zmanjšal kar za 15 ur:
Ni iznajdba enega samega človeka, med pomembnimi so:
- Josef Madersperger – prvi, ki je naredil šivalni stroj a mu ga ni uspelo patentirati
- Walter Hunt – dejanski oče šivalnih strojev, osnova šivalnega stroja, ki se uporablja še danes
- Elias Howe – velja za uradnega iznajditelja šivalnega stroja, ki ga je tudi patentiral leta 1846

Izumi in izboljšave šivalnega stroja se vrstijo vse do danes, ko uporabljamo visoko specializirane, računalniško vodene šivalne stroje.
Veliko vprašanj je na temo, kateri šivalni stroj je primeren? Mehanski ali računalniško voden? V čem je razlika?
Mehanski šivalni stroji imajo večji ali manjši nabor šivov ter omogočajo nastavitev dolžine in širine šivov s pomočjo gumbov. Običajno imajo nekaj vrst klasičnih šivov, nekaj vrst dekorativnih šivov in nekaj šivov za raztegljive materiale.
Osnovni modeli strojev so priporočljivi za tiste, ki želijo uporabljati stroj za občasno šivanje in enostavnejše izdelke.
Računalniško vodeni šivalni stroji omogočajo vse kar omogočajo klasični mehanski šivalni stroji in še veliko več. Računalniško vodeni šivalni stroji imajo že zaslon, nekateri že imajo zaslon občutljiv na dotik. Vsebujejo lahko zelo uporabne funkcije, kot je tipka za začetek in konec šivanja, avtomatski odrez niti in nastavljivo hitrost šivanja.
Računalnik nadzoruje pravilno napetost šiva ter omogoča izredno natančen in kvaliteten šiv. Poleg tega je pri teh šivalnih strojih možno shraniti svoje nastavitve, imajo ogromen nabor šivov, možno je tudi avtomatsko programirati zaporedje šivov in kreirati lastne vzorce. Zaradi večjega nabora šivov in funkcij so ti šivalni stroji dražji od mehanskih.
Obstajajo še opletilni (overlock) stroji
Opletilnik hkrati reže, šiva in obšiva. Zašiti robovi so kvalitetno zašiti in po izgledu tudi bolj profesionalni. Zelo je uporaben za hitro šivanje oblačil, zlasti iz raztegljivih materialov, saj je šiv, ki ga zašije dovolj elastičen in odporen na obremenitve. Uporabljamo ga lahko tudi za obšivanje robov. Hkrati uporabljamo dve, tri ali štiri niti, odvisno od vrste šiva. A opletilnik ne more v celoti nadomestiti klasičnega šivalnega stroja, zlasti pri šivanju npr. aplikacij, žepov, dekorativnih in pokrivnih šivov.[